# 唐王水库
唐王水库是中国湖北省随州市境内的一座水库，位于府河支流搓水上，建于1961年。水库正常库容为1535万立方米，集雨面积为42平方千米，海拔为184.36米。